# Nouvel An chinois (timbre de France)
Depuis janvier 2005, La Poste émet en France un timbre-poste pour le Nouvel An chinois. Ce timbre représente le signe astrologique chinois de l'année qui commence. Cette thématique est à la mode depuis plusieurs décennies auprès des administrations postales d'Asie et depuis les années 1990 pour certaines postes du pourtour de l'océan Pacifique.
Le produit philatélique principal est un feuillet de dix timbres répartis en deux bandes verticales de cinq séparés par un espace de papier décoré des douze signes astrologiques. Les idéogrammes ont été réalisés par Li Zhongyao. La mise en page de l'ensemble est d'Aurélie Baras et imprimé en héliogravure.

## Année du coq 2005
La première émission annuelle de ce genre a lieu le 31 janvier 2005 pour l'année du coq. Le timbre représente un coq sur un fond de couleur jaune/jaune gris et porte les mentions « LETTRE 20G - FRANCE » (0,50 €, puis 0,53 € le 1er mars suivant). Dessiné par Cécile Millet, le dessin de l'animal a été mis en page par Aurélie Baras, puis imprimé en héliogravure avec gaufrage.
Il est le premier timbre commémoratif français à afficher sa valeur faciale sous la forme de l'usage possible ; la typographie du « G » (habituellement giga-) est ensuite modifiée lors de l'émission Fête du timbre suivante pour un « g » pour grammes.
Ce timbre « Année du Coq » a été vendu uniquement en feuillet de dix timbres indivisible. Dans l'espace du milieu de ce feuillet figure une silhouette du coq esquissé à l'aide de lettres et de chiffres lisibles avec une loupe : la liste des années du Coq de 2005 jusqu'à 2341. Cette « révélation » a servi d'argument de vente dans le catalogue de vente par correspondance de La Poste, et a été dévoilée dans le courrier des lecteurs de Timbres magazine en octobre 2005.

## Année du chien 2006
Le timbre pour l'Année du chien est émis le 23 janvier 2006, une semaine avant le Nouvel An chinois. Le dessin représente un « chien de chasse en train de descendre la montagne », l'animal blanc, gris et noir sur un fond blanc à peine touché par un lavis à l'encre de Chine bleu ciel. Il est l'œuvre de Li Zhongyao. La valeur faciale est « LETTRE 20g » (0,53 € en janvier 2006).
Par rapport à 2005, le timbre est disponible à l'unité en feuille ou sous la forme du feuillet de dix timbres qui ne comprend plus de silhouette où seraient cachées la liste des années du chien à venir. Pour la première fois le timbre est aussi disponible en bloc.

## Année du cochon 2007
En 2007, le timbre « année du cochon » est émis le 29 janvier, soit une vingtaine de jours avant le Nouvel An célébré le 18 février. Un cochon rose et souriant dessiné par Li Zhongyao illustre le timbre émis en bloc indivisible de dix. La valeur faciale est « LETTRE 20g » (0,54 € en janvier 2006).

## Année du rat 2008
Le timbre pour l'Année du rat est émis le 28 janvier 2008, soit dix jours avant le Nouvel An qui fut célébré le 7 février cette année-là. Le timbre est disponible en bloc de 5 ou à l'unité, avec une valeur faciale unitaire de la lettre prioritaire 20 g de 2008, c'est-à-dire 0,55€.

## Année du buffle 2009
Le timbre pour l'Année du Buffle est émis le 12 janvier 2009, soit deux semaines avant le Nouvel An qui fut célébré le 26 janvier cette année-là. Le timbre est disponible en bloc de 5 ou à l'unité, avec une valeur faciale unitaire de la lettre prioritaire 20 g de 2009, c'est-à-dire 0,56€.

## Année du tigre 2010
Le timbre pour l'Année du Tigre est émis le 18 janvier 2010, soit trois semaines environ avant le Nouvel An qui fut célébré le 14 janvier cette année-là. Le timbre est disponible en bloc de 5 ou à l'unité, avec une valeur faciale unitaire de 0,56€.

## Année du lapin 2011
Le timbre pour l'Année du Lapin est émis le 17 janvier 2011, soit deux semaines environ avant le Nouvel An qui fut célébré le 3 février cette année-là. Le timbre est disponible en bloc de 5 ou à l'unité, avec une valeur faciale unitaire de 0,58€.

## Année du dragon 2012
Le timbre pour l'Année du dragon est émis le 9 janvier 2012, soit deux semaines avant le Nouvel An qui fut célébré le 23 janvier cette année-là. Le timbre est disponible en bloc de 5 ou à l'unité, avec une valeur faciale unitaire de 0,60€.

## Année du serpent 2013
Le timbre pour l'Année du serpent est émis le 14 janvier 2013, soit une vingtaine de jours avant le Nouvel An célébré le 10 février. Le timbre est disponible en bloc de 5 ou à l'unité, avec une valeur faciale unitaire de 0,63€.

## Année du cheval 2014
Le timbre pour l'Année du Cheval est émis le 3 février 2014, soit quatre jours après le Nouvel An célébré le 31 janvier. Le timbre est disponible en bloc de 5 ou à l'unité, avec une valeur faciale unitaire de 0,66€.

## Année de la chèvre 2015
Le timbre pour l'Année de la chèvre est émis le 30 janvier 2015, soit une vingtaine de jours avant le Nouvel An célébré le 19 février. Le timbre est disponible en bloc de 5 ou à l'unité, avec une valeur faciale unitaire de 0,76€.

## Année du singe 2016
Le timbre pour l'Année du singe est émis le 29 janvier 2016, soit une onze jours avant le Nouvel An célébré le 8 février. Le timbre est disponible en bloc de 5 ou à l'unité, avec une valeur faciale unitaire de 0,80€.

### Sources
- Fiches des nouvelles émissions parues dans les numéros de janvier de Timbres magazine.

1. ↑  Dépêche de l'agence Xinhuanet